# Múscul flexor curt del dit petit del peu
El múscul flexor curt del dit petit del peu (musculus flexor digiti minimi brevis pedis o flexor digiti quinti brevis) està situat a la planta del peu i té la funció de realitzar la flexió del cinquè dit (el dit petit) del peu.
S'origina a la base del 5è metatarsià i forma un ventre muscular allargat que acaba en un tendó que s'insereix en la primera falange del dit petit del peu. Està innervat pel nervi plantar lateral, una branca del nervi tibial. La seva contracció provoca la flexió del dit petit del peu.

## Galeria d'imatges

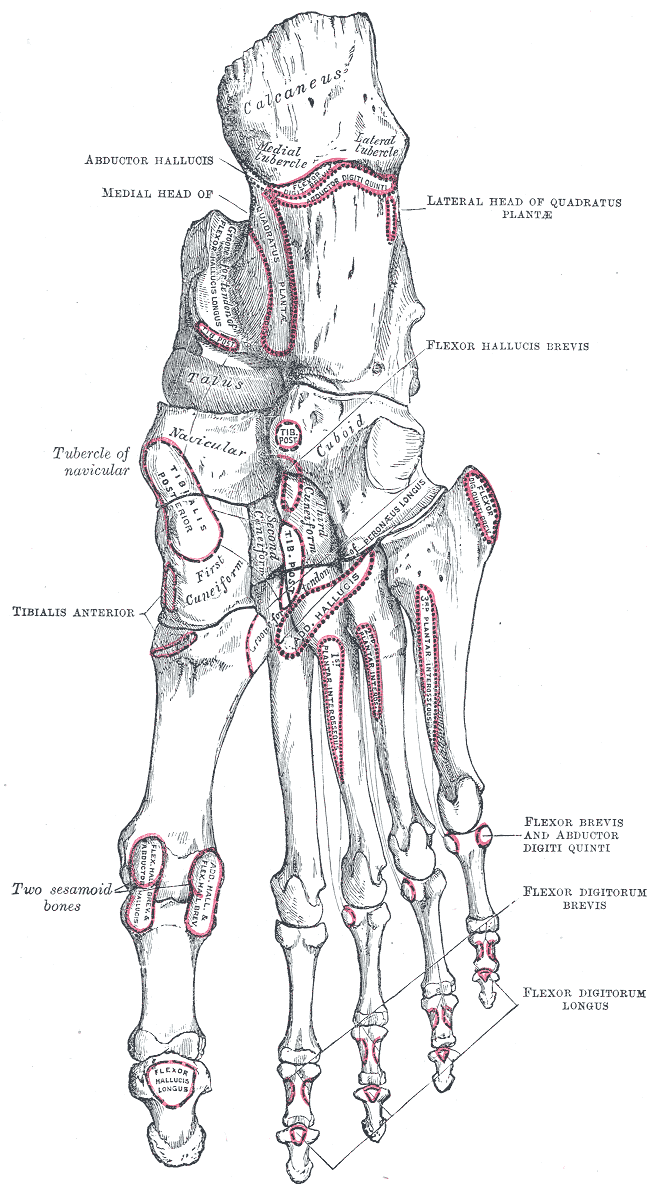
Ossos del peu dret. Vista inferior.